# Pareo

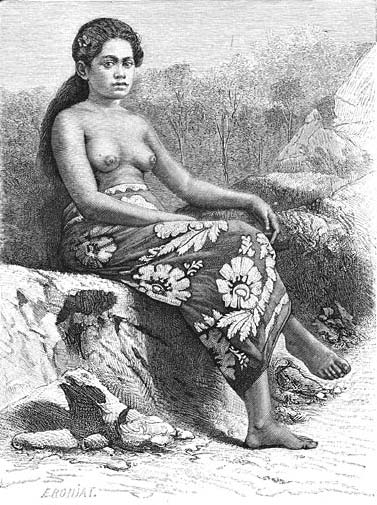
Dziewczyna z Polinezji ubrana w Pareo

Pareo – tradycyjna spódnica noszona przez kobiety na Tahiti, zbliżona do malajskiego saronga. Obecnie oznacza prostokątną, kwadratową lub trójkątną chustę z cienkiej tkaniny, noszoną jako część damskiego stroju plażowego i zawiązywaną zwykle na biodrze. Pareo można także nosić owinięte wokół górnej części ciała tak, aby trzymało się na piersiach lub owinąć róg wokół ramienia lub szyi.  

## Metody wiązania pareo
- pareo moorea — owinięte chustą ciało należy związać na wysokości piersi, jest to pierwszy ze sposób, dzięki któremu pareo zamienia się w sukienkę[2]
- pareo huahine — wiązanie to również imituje suknie. W momencie kiedy ciało zostało owinięte chustą, należy skrzyżować dwa górne rogi, założyć na szyję, a następnie związać[2]
- pareo feuna — w tym sposobie chustę należy przewinąć na wysokości bioder, luźny koniec wystarczy schować za bieliznę[2]